# Pion
Pion ili pi-mezon je zajednički naziv za tri subatomske čestice:  π0, π+ and π−. Pioni su najlakši mezoni i imaju važnu ulogu u objašnjenju svojstava jake nuklearne sile pri niskim energijama. Pionima se objašnjava i sila kojom se privlače protoni i neutroni u atomskom jezgru, tzv. rezidualna jaka nuklearna sila.
Nabijeni pioni su otkriveni 1947. u kosmičkom zračenju, a neutralni 1950. nezavisno u eksperimentima sa ciklotronima i kosmičkim zracima.

## Literatura
- Gerald Edward Brown and A. D. Jackson, The Nucleon-Nucleon Interaction (1976), North-Holland Publishing, Amsterdam  0-7204-0335-9